# Magdalena Wittelsbach (Pfalz-Zweibrücken-Veldenz)
Magdalena Katarzyna Wittelsbach (ur. 26 kwietnia 1607 w Zweibrücken, zm. 20 stycznia 1648 w Strasburgu) – księżniczka Palatynatu-Zweibrücken-Veldenz, księżna Palatynatu-Birkenfeld-Bischweiler.
Córka księcia Jana II Wittelsbacha i jego pierwszej żony Katarzyny de Rohan (1578–1607). Jej matka zmarła dwa miesiące po jej narodzinach. Wychowywana była przez drugą żonę ojca Luizę Julianę Wittelsbach.
14 listopada 1630 roku poślubiła swojego kuzyna Christiana I syna księcia Karola Wittelsbacha i Doroty Braunschweig-Lüneburg (1570-1640). Para miała piątkę dzieci:
- Katarzyna Dorota (1634-1715)
- Luiza Zofia (1635-1691)
- Christian II Wittelsbach (1637-1717) – hrabia palatyn i książę Palatynatu-Birkenfeld
- Jan Karol (1638-1704) – hrabia palatyn i książę Palatynatu-Gelnhausen
- Anna Magdalena (1640-1693) – żona księcia Jana Hanau-Lichtenberg (1628-1666)

- Genealogia Magdaleny Katarzyny